# Archidiecezja Montrealu
Archidiecezja Montrealu – archidiecezja rzymskokatolicka w Kanadzie. Została erygowana w 1836 jako diecezja. Podniesiona do rangi archidiecezji w 1886.

## Biskupi diecezjalni
- Jean-Jacques Lartigue,  † (1836–1840)
- Ignace Bourget † (1840–1876)
- Edouard Charles Fabre † (1876–1896)
- Louis Joseph Napoléon Paul Bruchési † (1897–1939)
- George Gauthier † (1921–1940)
- Joseph Charbonneau † (1940–1950)
- Paul-Émile Léger, P.S.S. † (1950–1968)
- Paul Grégoire † (1968–1990)
- Jean-Claude Turcotte † (1990–2012)
- Christian Lépine (od 2012)